# Quadrula refulgens
Quadrula refulgens är en musselart som först beskrevs av I. Lea 1868.  Quadrula refulgens ingår i släktet Quadrula och familjen målarmusslor. Inga underarter finns listade i Catalogue of Life.